# Nobuo Kaneko
Nobuo Kaneko (金子信 Kaneko Nobuo?, n. 27 martie 1923, Tōkyō, Japonia – d. 20 ianuarie 1995, Chiyoda, Tōkyō, Japonia) a fost un actor japonez.

## Biografie
Nobuo Kaneko a fost căsătorit cu actrița japoneză Yatsuko Tan'ami.
A apărut în peste 200 de filme între 1950 și 1993.

## Filmografie selectivă

### Filme de cinema

#### Anii 1950
- 1952: L'École des échos (山びこ学校 Yamabiko gakkō?), regizat de Tadashi Imai
- 1952: Violence (暴力 Boryoku?), regizat de Kōzaburō Yoshimura
- 1952: Vivre (生きる Ikiru?), regizat de Akira Kurosawa - Mitsuo Watanabe, fiul lui Kanji[4]
- 1953: Waseda daigaku (早稲田大学?), regizat de Kiyoshi Saeki - Jintarō Hoya
- 1953: Akasen kichi (赤線基地?), regizat de Senkichi Taniguchi - Sugio Kawanabe
- 1954: Sunetul muntelui (山の音 Yama no oto?), regizat de Mikio Naruse - Aihara
- 1954: Itsuko to sono haha (伊津子とその母?), regizat de Seiji Maruyama - Tokuji Funabashi
- 1954: Le Jardin des femmes (女の園 Onna no sono?), regizat de Keisuke Kinoshita - Yoshihei Hirato
- 1954: Kakute yume ari (かくて夢あり?), regizat de Yasuki Chiba
- 1954: Jeunes gens (若い人たち Wakai hitotachi?), regizat de Kōzaburō Yoshimura
- 1955: Nuages flottants (浮雲 Ukigumo?), regizat de Mikio Naruse
- 1955: Hana no yukue (花のゆくえ?), regizat de Kenjirō Morinaga - Yūji Kawahara
- 1954: Ashita kuru hito (あした来る人?), regizat de Yūzō Kawashima - Akira Mimura
- 1955: Les Loups (狼 Ōkami?), regizat de Kaneto Shindō
- 1955: Natsume Soseki no Sanshiro (夏目漱石の三四郎?), regizat de Nobuo Nakagawa
- 1955: Chacun dans sa coquille (自分の穴の中で Jibun no ana no nakade?), regizat de Tomu Uchida - Junjiro
- 1955: Asunaro monogatari (あすなろ物語?), regizat de Hiromichi Horikawa - Sayama[5]
- 1955: Zoku Keisatsu nikki (続警察日記?), regizat de Seiji Hisamatsu - Hayafune
- 1956: Tange Sazen I (丹下左膳 乾雲の巻?), regizat de Masahiro Makino
- 1956: Tange Sazen II (丹下左膳 坤龍の巻?), regizat de Masahiro Makino
- 1956: Tange Sazen III (丹下左膳 完結篇?), regizat de Masahiro Makino
- 1956: Kamisaka Shirō no hanzai (神阪四郎の犯罪?), regizat de Seiji Hisamatsu
- 1956: Tokyo no hito (東京の人 前後篇?), regizat de Katsumi Nishikawa - Kazuo Kayama
- 1956: Aijō (愛情?), regizat de Kiyoshi Horiike - Keikichi Matsuyama
- 1956: Hi no tori (火の鳥?), regizat de Umetsugu Inoue
- 1956: La Rive de l'errance (流離の岸 Ryūri no kishi?), regizat de Kaneto Shindō - Takakura
- 1956: Gyakukōsen (逆光線?), regizat de Takumi Furukawa - Komatsu
- 1956: Tempête d'été (夏の嵐 Natsu no arashi?), regizat de Kō Nakahira - Kido
- 1956: Ueru tamashii (飢える魂?), regizat de Yūzō Kawashima - Reiji Ajioka
- 1956: Ai wa furu hoshi no kanata ni (愛は降る星のかなたに?), regizat de Buichi Saitō - Yoichi Miyabe
- 1956: Zoku ueru tamashii (続・飢える魂?), regizat de Yūzō Kawashima - Reiji Ajioka
- 1957: La Terreur des 8 heures (８時間の恐怖 Hachijikan no kyōfu?), regizat de Seijun Suzuki - Kosaku Mori
- 1957: Kyō no inochi (今日のいのち?), regizat de Tomotaka Tasaka
- 1957: Chronique du soleil à la fin de l'ère Edo (幕末太陽伝 Bakumatsu taiyo-den?), regizat de Yūzō Kawashima - Denbei
- 1957: Kunin no shikeishū (九人の死刑囚?), regizat de Takumi Furukawa - Baru-san
- 1957: Pigalle à Tokyo (嵐を呼ぶ男 Arashi o yobu otoko?), regizat de Umetsugu Inoue - Toru Sakyo
- 1958: Kokoro to nikutai no tabi (心と肉体の旅?), regizat de Toshio Masuda - Masamune
- 1958: Rumeurs de la nuit (夜の鼓 Yoru no tsuzumi?), regizat de Tadashi Imai - Isobe
- 1958: Ashita wa ashita no kaze ga fuku (明日は明日の風が吹く?), regizat de Umetsugu Inoue
- 1958: Le Désert de Ginza (銀座の砂漠 Ginza no sabaku?), regizat de Yutaka Abe - Shoji
- 1958: La Voix sans ombre (影なき声 Kagenaki koe?), regizat de Seijun Suzuki
- 1959: Arashi o yobu yūjō (嵐を呼ぶ友情?), regizat de Umetsugu Inoue - Kodama
- 1959: Onna o wasurero (女を忘れろ?), regizat de Toshio Masuda - Yoshino
- 1959: Inoru hito (祈るひと?), regizat de Eisuke Takizawa - Shin'ichirō Kuraki
- 1959: Gunshū no naka no taiyō (群集の中の太陽?), regizat de Umetsugu Inoue - Gondō
- 1959: Kawaii onna (かわいい女?), regizat de Buichi Saitō - Tetsuo Ejima
- 1959: Nangoku Tosa o ato ni shite (南国土佐を後にして?), regizat de Buichi Saitō - Ōkawa
- 1959: Guitar o motta wataridori (ギターを持った渡り鳥?), regizat de Buichi Saitō - Reizaburō Akitsu
- 1959: Warera no jidai (われらの時代?), regizat de Koreyoshi Kurahara

#### Anii 1960
- 1960: La Loi pleine de blessures (傷だらけの掟 Kizū darakē no ōkite?), regizat de Yutaka Abe
- 1960: Yakuza no uta (やくざの詩?), regizat de Toshio Masuda - Yoshio Mizumachi
- 1960: Aru kyōhaku (ある脅迫?), regizat de Koreyoshi Kurahara - Kyosuke Takita
- 1960: Wataridori itsu mata kaeru (渡り鳥いつまた帰る?), regizat de Buichi Saitō
- 1960: Daisogen no wataridori (大草原の渡り鳥?), regizat de Buichi Saitō
- 1960: Otoko no ikari o buchimakero (男の怒りをぶちまけろ?), regizat de Akinori Matsuo
- 1961: La Condition de l'homme : La Prière du soldat (人間の条件 Ningen no Jōken?), regizat de Masaki Kobayashi - Kirihara Gōchō
- 1961: La Police montée de Tokyo (東京騎士隊 Tōkyō kishitai?), regizat de Seijun Suzuki
- 1961: Rokudenashi kagyo (ろくでなし稼業?), regizat de Buichi Saitō - Katsumata
- 1961: Hayauchi yarō (早射ち野郎?), regizat de Takashi Nomura - Mishima
- 1961: Le vent de la jeunesse franchit le col (峠を渡る若い風 Tōge o wataru wakai kaze?), regizat de Seijun Suzuki
- 1961: Allez voler un million de dollars (百万弗を叩き出せ Hyakuman doru o tatakidase?), regizat de Seijun Suzuki - Kōzō Haraguchi
- 1962: Sugata naki tsuisekisha (姿なき追跡者?), regizat de Takumi Furukawa - Daisaki Kan
- 1962: Nukiuchi fūraibō (抜き射ち風来坊?), regizat de Isamu Kosugi - Domon
- 1962: Akai tsubomi to shiroi hana (赤い蕾と白い花?), regizat de Katsumi Nishikawa - Sadaichi Miwa
- 1962: Moeru minamijūjisei (燃える南十字星?), regizat de Buichi Saitō - Tan BaiMing
- 1962: Bōkyō no umi (望郷の海?), regizat de Takumi Furukawa - Izawa
- 1962: Ai to shi no katami (愛と死のかたみ?), regizat de Buichi Saitō - Tsunoda
- 1963: Détective Bureau 2-3 (探偵事務所23 くたばれ悪党ども Tantei jimusho 23: Kutabare akutō-domo?), regizat de Seijun Suzuki - inspectorul Kumagai
- 1963: La Jeunesse de la bête (野獣の青春 Yajū no seishun?), regizat de Seijun Suzuki - Ozawa Soichi
- 1963: Daisan no kagemusha (第三の影武者?), regizat de Umetsugu Inoue
- 1964: Le Mouchoir rouge (赤いハンカチ Akai hankachi?), regizat de Toshio Masuda
- 1964: Kuroi tsume (江戸犯罪帳 黒い爪?), regizat de Kōsaku Yamashita
- 1964: Ankokugai odori (暗黒街大通り?), regizat de Umetsugu Inoue - Manzo Nakata
- 1964: Sanpo suru reikyusha (散歩する霊柩車?), regizat de Hajime Satō
- 1964: Voyage meurtrier (座頭市血笑旅 Zatōichi kesshō-tabi?), regizat de Kenji Misumi - Unosuke
- 1965: Nageta dice ga asu o yobu (投げたダイスが明日を呼ぶ?), regizat de Yōichi Ushihara - Munefuji
- 1965: Kiri no hata (霧の旗?), regizat de Yōji Yamada
- 1965: Ashita wa sakō hana sakō (明日は咲こう花咲こう?), regizat de Mitsuo Ezaki - Yabumoto
- 1965: Kanto hamonjo (関東破門状?), regizat de Shigehiro Ozawa
- 1966: Nyohan hakai (女犯破戒?), regizat de Eiichi Kudō - Ryūzen
- 1966: Bakuto Shichi-nin (博徒七人?), regizat de Shigehiro Ozawa - Yabumoto
- 1966: Hone made aishite (骨まで愛して?), regizat de Buichi Saitō - Aoki
- 1966: Kaerazeru hatoba (帰らざる波止場?), regizat de Mitsuo Ezaki - Sawada
- 1966: Nihon ānkokushi (日本暗黒街?), regizat de Masaharu Segawa
- 1966: Les Monstres de l'apocalypse (怪竜大決戦 Kairyu daikessen?), regizat de Tetsuya Yamanouchi - Dōjin Hiki
- 1967: Koi no highway (恋のハイウエイ?), regizat de Buichi Saitō - Toshinosuke Ibuki
- 1967: Shōwa zankyō-den: Chizome no karajishi (昭和残侠伝　血染の唐獅子?), regizat de Masahiro Makino
- 1967: La Cérémonie de dissolution du gang (解散式 Kaisan shiki?), regizat de Kinji Fukasaku
- 1967: Portraits de Chieko (智恵子抄 Chieko-shō?), regizat de Noboru Nakamura - Yamazaki
- 1967: Nemuri Kyoshiro 9: Burai-Hikae masho no hada (眠狂四郎無頼控 魔性の肌?), regizat de Kazuo Ikehiro - Shurinosuke Asahina
- 1967: Zoku soshiki bōryoku (続組織暴力?), regizat de Jun'ya Satō
- 1968: Bakuchi-uchi: socho tobaku (博奕打ち 総長賭博?), regizat de Kōsaku Yamashita - Tsasburo Samba
- 1968: Kaidan zankoku monogatari (怪談残酷物語?), regizat de Kazuo Hase
- 1968: Ensetsu Meiji jakyō-den (艶説 明治邪教伝?), regizat de Michiyoshi Doi
- 1968: Sekido o kakeru otoko (赤道を駈ける男?), regizat de Buichi Saitō - Kishida
- 1968: Kyuketsuki Gokemidoro (吸血鬼ゴケミドロ?), regizat de Hajime Satō - Tokiyasu
- 1968: La Pivoine rouge (緋牡丹博徒 Hibotan bakuto?), regizat de Kōsaku Yamashita - Genzō Iwatsu
- 1968: Kyūketsu dokuro-sen (吸血髑髏船?), regizat de Hiroki Matsuno - Suetsugu
- 1968: Un voyou (ごろつき Gorotsuki?), regizat de Masahiro Makino
- 1969: Nihon jokyo-den: kyokaku geisha (日本女侠伝 侠客芸者?), regizat de Kōsaku Yamashita

#### Anii 1970
- 1970: Femme yakuza (女組長 Onna kumichō?), regizat de Masahiro Makino
- 1970: Ezo yakata no ketto (蝦夷館の決闘?), regizat de Kengo Furusawa
- 1970: Sengo hiwa, hoseki ryakudatsu (戦後秘話 宝石略奪?), regizat de Sadao Nakajima
- 1970: Gendai yakuza: Shinjuku no yotamono (新宿の与太者?), regizat de Shin Takakuwa
- 1971: Zubekō banchō: zange no neuchi mo nai (ずべ公番長 ざんげの値打もない?), regizat de Kazuhiko Yamaguchi
- 1971: Onna toseinin: ota no mushimasu (女渡世人 おたの申します?), regizat de Kōsaku Yamashita
- 1971: Kantō kyōdai jingi ninkyō (関東兄弟仁義 仁侠?), regizat de Buichi Saitō
- 1972: Junko se retire : La Grande Famille des cerisiers rouges du Kantō (関東緋桜一家 Junko intai kinen eiga: Kantō hizakura ikka?), regizat de Masahiro Makino - șeful poliției
- 1972: Onsen suppon geisha (温泉スッポン芸者?), regizat de Norifumi Suzuki
- 1972: Kyōfu joshikōkō: Onna bōryoku kyōshitsu (恐怖女子高校 女暴力教室?), regizat de Norifumi Suzuki
- 1973: Sukeban (女番長?), regizat de Norifumi Suzuki
- 1973: Combat sans code d'honneur (仁義なき戦い Jingi naki tatakai?), regizat de Kinji Fukasaku - Yoshio Yamamori
- 1973: Le Pensionnat des jeunes filles perverses (恐怖女子高校 暴行リンチ教室 Kyōfu joshikōkō: bōkō rinchi kyōshitsu?), regizat de Norifumi Suzuki
- 1973: Yakuza tai G-men (やくざ対Gメン?), regizat de Eiichi Kudō
- 1973: Combat sans code d'honneur 2 : Qui sera le boss à Hiroshima (仁義なき戦い 広島死闘篇 Jingi naki tatakai: Hiroshima shito hen?), regizat de Kinji Fukasaku - Yoshio Yamamori
- 1973: Girl Boss : Les Étudiantes en cavale (女番長 感化院脱走 Sukeban: Kankain dassō?), regizat de Sadao Nakajima - Hadano
- 1973: Combat sans code d'honneur 3 : Guerre par procuration (仁義なき戦い 代理戦争 Jingi naki tatakai: Dairi senso?), regizat de Kinji Fukasaku - Yoshio Yamamori
- 1973: Kyōfu joshi kōkō: Animal dōkyōsei (恐怖女子高校 アニマル同級生?), regizat de Masahiro Shimura - Kakutarō Shinohara
- 1974: Ā kessen kōkūtai (あゝ決戦航空隊?), regizat de Kōsaku Yamashita
- 1974: Combat sans code d'honneur 4 : Opération au sommet (仁義なき戦い 頂上作戦 Jingi naki tatakai: Chōjō sakusen?), regizat de Kinji Fukasaku - Yoshio Yamamori
- 1974: Combat sans code d'honneur 5 : La Partie finale (仁義なき戦い 完結篇 Jingi naki tatakai: Kanketsu-hen?), regizat de Kinji Fukasaku - Yoshio Yamamori
- 1974: Nouveau combat sans code d'honneur (新仁義なき戦い Shin jingi naki tatakai?), regizat de Kinji Fukasaku
- 1975: Jitsuroku 3 okuen jiken: Jiko seiritsu (実録三億円事件 時効成立?), regizat de Teruo Ishii
- 1975: Nihon bōryōku rettō: Keihanshin koroshi no gundan (日本暴力列島 京阪神殺しの軍団?), regizat de Kōsaku Yamashita
- 1975: Bodo shimane keimusho (暴動島根刑務所?), regizat de Sadao Nakajima
- 1975: Seigida! Mikatada! Zeninshugo!! (正義だ！味方だ！全員集合！！?), regizat de Masaharu Segawa - Takuzo kumada
- 1975: Mamushi to aodaishō (まむしと青大将?), regizat de Sadao Nakajima - Tokuzo
- 1975: Police contre Syndicat du crime (県警対組織暴力 Kenkei tai soshiki boryoku?), regizat de Kinji Fukasaku
- 1976: Tombe de yakuza et fleur de gardénia (やくざの墓場 くちなしの花 Yakuza no hakaba: Kuchinashi no hana?), regizat de Kinji Fukasaku - Akama
- 1976: Cobra se întoarce (撃たれる前に撃て！ Utareru mae-ni ute!?), regizat de Umetsugu Inoue - președintele Tajima
- 1976: Shin joshuu sasori: 701-gō (新女囚さそり ７０１号?), regizat de Yu Kohira - Osamu Sasaki
- 1977: Yakuza sensō: Nihon no don (やくざ戦争 日本の首領?), regizat de Sadao Nakajima
- 1977: Nippon no don: Yabohen (日本の首領 野望篇?), regizat de Sadao Nakajima - Hirano
- 1978: Le Samouraï et le Shogun (柳生一族の陰謀 Yagyū ichizoku no inbō?), regizat de Kinji Fukasaku
- 1978: Dynamite Dondon (ダイナマイトどんどん Dainamaito don don?), regizat de Kihachi Okamoto - Denjiro
- 1978: Yasei no shōmei (野性の証明?), regizat de Jun'ya Satō
- 1978: Last of the Ako Clan (赤穂城断絶 Akō-jō danzetsu?), regizat de Kinji Fukasaku - Kira
- 1979: Sono go no jingi naki tatakai (その後の仁義なき戦い?), regizat de Eiichi Kudō - Kokichi Asakura
- 1979: Jigoku (地獄?), regizat de Tatsumi Kumashiro - Emma Daio
- 1979: Trouble man: warauto korosuzo (トラブルマン 笑うと殺すゾ?), regizat de Kenshō Yamashita
- 1979: Tooi ashita (遠い明日?), regizat de Tatsumi Kumashiro - Renzo Tagawa

#### Anii 1980 și 1990
- 1981: Rengo kantai (連合艦隊?), regizat de Shūe Matsubayashi - Chuichi Nagumo
- 1983: Namidabashi (泪橋?), regizat de Kazuo Kuroki
- 1983: Keiji monogatari 2 - Ringo no uta (刑事物語２ りんごの詩?), regizat de Rokurō Sugimura
- 1984: Le Retour de Godzilla (ゴジラ Gojira?), regizat de Koji Hashimoto - ministrul de interne Isomura
- 1989: Four Days of Snow and Blood (226 Ni ni roku?), regizat de Hideo Gosha - Yoshiyuki Kawashima
- 1991: Edo-jo tairan (江戸城大乱?), regizat de Toshio Masuda
- 1993: Kokkai e ikō! (国会へ行こう！?), regizat de Haruo Ichikura - Tokuro morishita

### Filme de televiziune
- 1959: Heiwayasan
- 1961: Ore wa shiranai
- 1977: Jiguzagu burūsu
- 1977: Yokomizo Seishi Series
- 1980: Hattori Hanzō: Kage no Gundan - Sakai Tadakiyo
- 1980: Shogun - Ishido[6]
- 1982: Tōge no gunzō
- 1987: Dokugan-ryu Masamune - bunicul lui Masamune
- 1991: Kaseifu ha mita! 9 - Tokimasa Tatsuoka
- 1991: Ōte - Tennoji
- 1992: Ude ni oboe ari
- 1992: Chiroru no banka

## Legături externe
- Nobuo Kaneko la Internet Movie Database
- Nobuo Kaneko pe Japanese Movie Database